# Paratrichius rubrodecoratus
Paratrichius rubrodecoratus är en skalbaggsart som beskrevs av Tesar 1952. Paratrichius rubrodecoratus ingår i släktet Paratrichius och familjen Cetoniidae. Inga underarter finns listade i Catalogue of Life.